# 66e bataillon de chasseurs à pied
Le 66e bataillon de chasseurs à pied est une unité dissoute de l'armée française. Elle appartient au corps des chasseurs à pied en France et est l'unité de réserve associée au 26e bataillon de chasseurs à pied.

## Création et différentes dénominations
août 1914: formation du 66e Bataillon de Chasseurs à Pied, à Vincennes, à partir du 26e BCP
juin 1918 : Dissolution
1939 : Recréation du 66e Bataillon de Chasseurs à Pied, comme bataillon de réserve de Série A
1940 : Dissolution[réf. souhaitée]

## Drapeau du régiment
Comme tous les autres bataillons de chasseurs ou groupes de chasseurs, il ne dispose pas de son propre drapeau mais du Drapeau des chasseurs.

## Historique

### La Première Guerre mondiale
- Casernement: Vincennes, 112e brigade d'infanterie, 6e région, 3e groupe de réserve.

56e Division d'Infanterie d'août 1914 à juillet 1915
9e Division d'Infanterie de juillet 1915 à décembre 1917
74e Division d'Infanterie de décembre 1917 à juin 1918

#### 1914
- Retraite des IIIe et IVe armées : Buzy  (22 août), Béchamps (23 août)
- Bataille de la Marne (5 au 13 septembre) : L'Ourcq, Montgé-en-goële, St Soupplets, Marcilly (le 10), Acy-en-Multien (le 12)
- Woëvre : Friauville
- Oise : Morte-Fontaine
- Ferme de Champ-Fleur (Villers-Cotterets) ; Nouvron-Vingré ;  Le Cessier
- Course à la mer: en Picardie, Tilloloy, Beuvraignes, l'Échelle-Saint-Aurin
- Aisne : Moulin-sous-Touvent
- Artois : Fonquevillers

#### 1915
- Artois : Fonquevillers
- Argonne : Vauquois
- Offensives d'Argonne : Haute Chevauchée, Cote 285, Fille Morte, ferme de la Cigalerie

#### 1916
- Bataille de Verdun: Souville, Etang de Vaux

#### 1917
- Aisne: Sapigneul, Juvincourt
- Le Chemin des Dames (avril-mai)

#### 1918
- Aisne: Plateau de Chaudun, Berry-au-Bac. Sapigneul. Soissons.
- Champagne : Main-de-Massiges (avril)
- "Dans les Vosges": p 86 "Barrage sur Verdun" /Emmanuel Mère .Ed MMIX
- Plateau de Condé (d'où il ne reviendra qu'une centaine de chasseurs)[2].

### La Seconde Guerre mondiale
Il fait partie de la 8e demi-brigade de chasseurs à pied de la 57e DI, avec le 26e et le 68e BCP. Il combat à Crépy-en-Valois le 10 juin 1940 et à Gien le 15.

## Sources et bibliographie
- Historique du 66e bataillon de chasseurs à pied en campagne. 1914-1918, Paris, les Etincelles, 1920, 60 p., lire en ligne sur Gallica.